# Tourismusregion Starnberg-Ammersee
Tourismusregion Starnberg-Ammersee (Schreibweise des Bayerischen Landesamts für Statistik: „Starnberg Ammersee“) ist eine innerhalb Bayerns landespolitisch geförderte Kennzeichnung des Landkreises Starnberg und der außerhalb davon liegenden vier Gemeinden Bernried am Starnberger See, Dießen am Ammersee, Münsing und Seeshaupt als zusammenhängende Tourismusregion. Eine solche Kennzeichnung einzelner oder mehrerer Kommunen als Tourismusregion wird im Rahmen des Landesentwicklungsprogramms Bayern (LEP) seit 2006 vom Bayerischen Landesamt für Statistik auf der Karte „Tourismusregionen* in Bayern“ vorgenommen.
Die Gesellschaft für Wirtschafts- und Tourismusentwicklung im Landkreis Starnberg mbH (gwt Starnberg GmbH) vermarktet die Region in der Schreibweise „StarnbergAmmersee“ und wurde „als Schnittstelle zwischen Unternehmen, Verwaltung, Politik und Bürgern gegründet“. Neben dem Marketing zu Aspekten generell als Wirtschaftsstandort, fungiert die gwt auch gleich einem Tourismusverband, über dessen Webpräsenz u. a. Urlaubsziele innerhalb der Region beworben werden und Unterkünfte zu buchen sind. Gesellschafter der gwt sind der Landkreis Starnberg, die Gemeinden des Landkreises sowie die vier obengenannten Anliegergemeinden an den Seen aus den drei anderen Landkreisen Landsberg am Lech, Bad Tölz-Wolfratshausen und Weilheim-Schongau, ferner der Bund der Selbstständigen – Gewerbeverband Bayern e.V. und der Unternehmerverband Wirtschaftsförderung (UWS).

## Abgrenzung
Die Tourismusregion Starnberg Ammersee wurde noch 2017 als Tourismusregion Starnberger Fünf-Seen-Land bezeichnet, doch schon damals war das Gebiet der Kulturlandschaft Fünfseenland mit Anteilen am Landkreis Fürstenfeldbruck größer als die so bezeichnete Tourismusregion.